# 太平山長小蠹
太平山長小蠹（学名：Platypus taiheizanensis）为長小蠹蟲科長小蠹屬下的一个种。